# Hoplolabis (Parilisia) serenicola
Hoplolabis (Parilisia) serenicola is een tweevleugelige uit de familie steltmuggen (Limoniidae). De soort komt voor in het Palearctisch gebied.